# Macushi
Macushi (Portugees: Macuxi) is een inheems volk, dat woonachtig is in Guyana en de Braziliaanse deelstaat Roraima. Ze zijn een subgroep van de Pemón, en bevinden zich voornamelijk in het noorden van Roraima en de Rupununi in Guyana. Het grootste inheemse gebied is Raposa Serra do Sol in Normandia, Roraima. Ze spreken Macushi, een Caribische taal, en Portugees of Engels. Er zijn ongeveer 33.603 Macushi in Brazilië (2014), 9.500 in Guyana (2001) en 89 in Venezuela (2011).

## Geschiedenis
In de midden van de 17e eeuw woonden de Macushi langs de Rio Branco. Rond 1790 vond een opstand plaats tegen de Portugezen. Een groot deel van het volk verhuisde naar de Rio Negro.
Volgens overlevering vertrok rond 1800 een gedeelte van het volk naar het noorden omdat een stammenoorlog was uitgebroken aan de Rio Negro. Geleid door Karu’ku and Nan’pi werd het dorp Nappi in de Rupununi van Guyana gesticht. De Macushi kwamen tijdens de migratie in contact met de inheemse Wapishana en leefden vaak in dezelfde dorpen.
In de 19e eeuw werd een deel van de Braziliaanse Macushi tot slaaf gemaakt om te werken in de rubber- en balata-industrie in Amazonia. Aan de eind van de 19e eeuw en begin 20e eeuw werd een deel van de bevolking aan beide zijden van de grens vaqueros (cowboy) op ranches. In het begin van de 20e eeuw vond een migratie plaats naar Guyana.
Op 2 januari 1969 vond in Guyana de Rupununiopstand plaats. De opstand werd geleid door Amerikaanse en Europese ranchers, maar werd gesteund door een deel van de Macushi. De opstand werd twee dagen later onderdrukt door het leger, en een deel van de Macushi vluchtte naar Brazilië en Venezuela.
De meeste Macushi in Brazilië bevinden zich in de Raposa Serra do Sol in de gemeente Normandia. Het gebied is 16.788 km2 groot en telt ongeveer 10.000 inwoners waarvan de meerderheid Macushi is. In 2005 werd het besluit genomen om de niet-inheemse bevolking uit het gebied te verwijderen. De beslissing was controversieel en leidde tot vele rechtszaken. In 2009 werd de verwijdering bevestigd door het Hooggerechtshof.

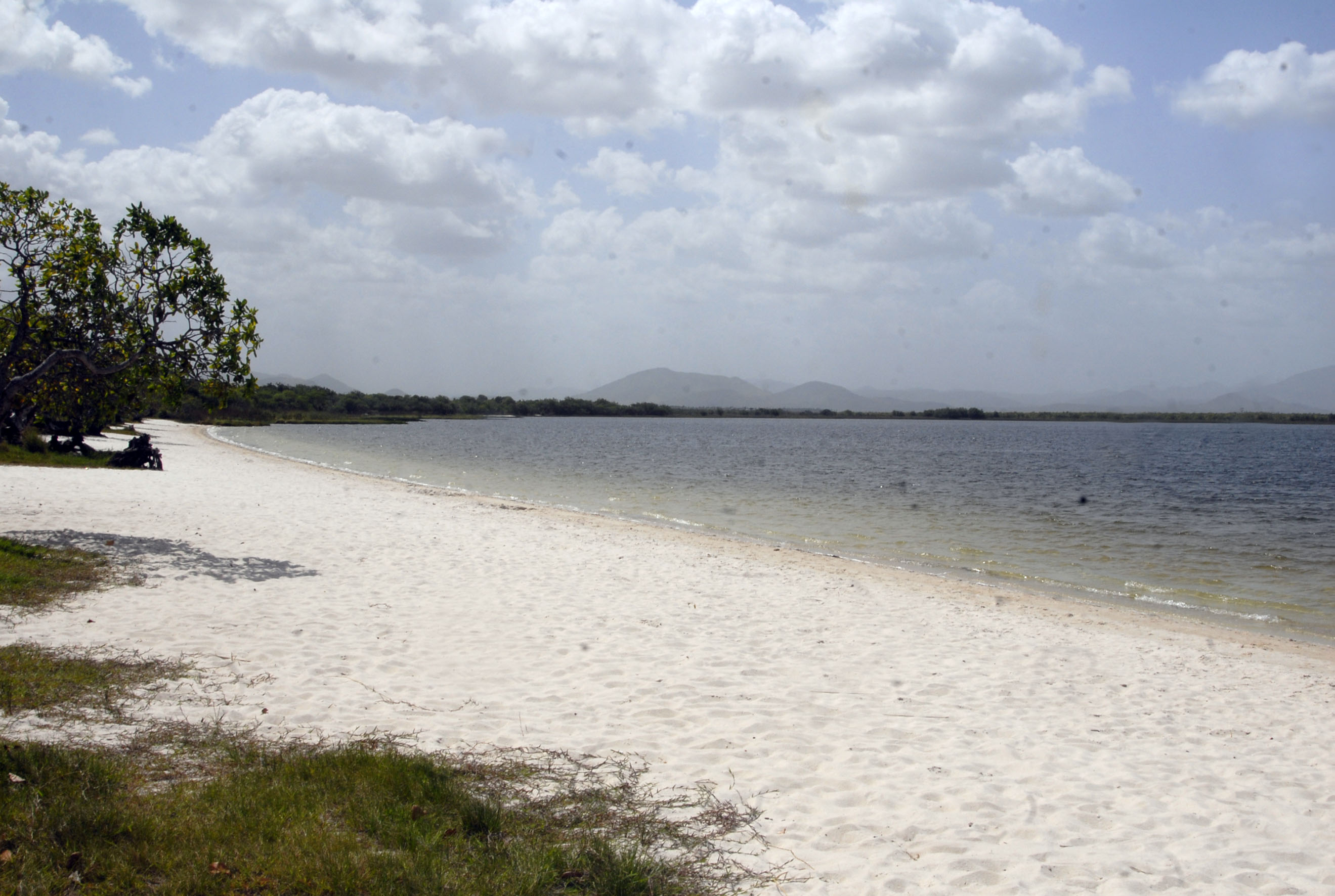
Het Caracaranãmeer in Raposa Serra do Sol, Roraima

## Personen
- Sydney Allicock (ca. 1954), vicepresident van Guyana[10]

- Bibliothèque nationale de France: cb131846361 (data)
- Library of Congress Control Number: sh85079487
- Nationale Bibliotheek van Tsjechië: ph390006
- Nationale Bibliotheek van Israël: 987007541036705171

Akawaio · Arecuna · Arowakken (Lokono) · Karaïben (Kari’na) · Macushi · Patamona · Waiwai · Wapishana · Warau

Mawayana · Taruma · Trio